# 宋炅泽
宋炅泽（谚文：송경택，朝鲜汉字：宋炅澤）（1983年7月10日—），是韩国著名的男子短道速滑运动员。他是2008年全能季军。

## 职业生涯
2008年世界短道速滑锦标赛中，宋炅泽获得1500米、5000米接力两枚金牌和500米、1000米两枚铜牌，并获得全能季军。

## 资料来源
- 宋炅泽个人资料(英文) Archive.today的存檔，存档日期2013-02-03
- 宋炅泽-国际滑冰联盟（ISU）